# Victoria Hislop

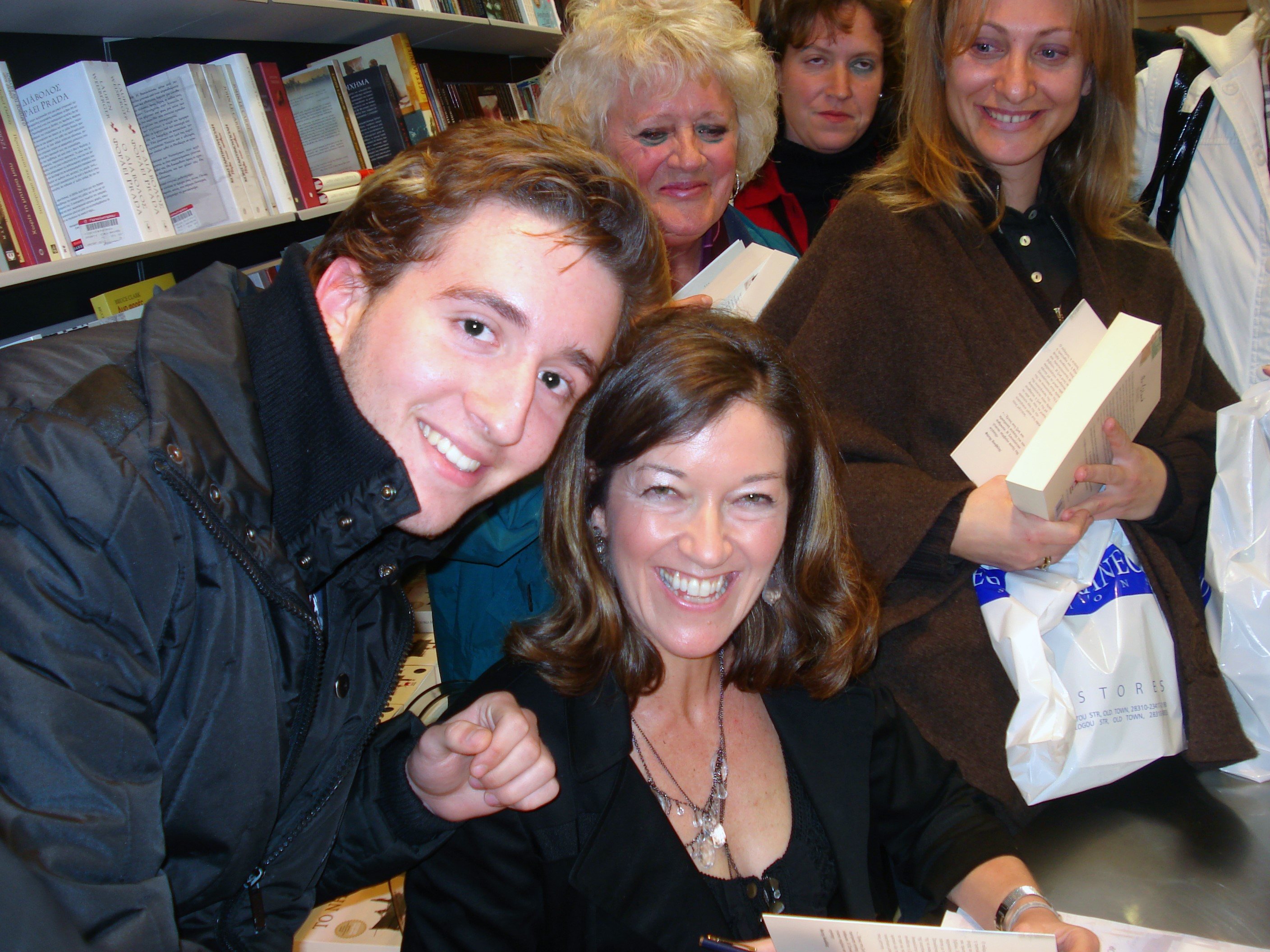
Victoria Hislop

Victoria Hislop (Bromley, 8 giugno 1959) è una scrittrice britannica con cittadinanza greca.

## Biografia
Victoria Hamson (cognome da nubile) nasce a Bromley, nel sud della Grande Londra, e cresce a Tonbridge, dove frequenta la Tonbridge Grammar School. In seguito, studia lingua inglese al St. Hilda's College di Oxford, per poi diventare giornalista e lavorare in ambito editoriale, prima di diventare una scrittrice.
Victoria ha sposato Ian Hislop, l'editore di Private Eye, il 16 aprile 1988 a Oxford, da cui ha avuto due figli: Emily Helen (1990), William David (1993).
Hislop ha vissuto a Londra per oltre vent'anni, ma attualmente vive a Sissinghurst, sempre nel Kent.
Hislop ha un affetto particolare per la Grecia, la visita spesso per ricerche sui suoi romanzi e ha una seconda casa a Creta. Nel 2020 ha ottenuto la cittadinanza greca per aver promosso la storia e la cultura della Grecia moderna. Nel 2021 ha partecipato come concorrente alla versione greca di Strictly Come Dancing.

## Produzione letteraria
Il suo primo romanzo, L'isola (The Island) del 2005 è stato un bestseller in Gran Bretagna, il cui successo è stato dovuto anche alla sua selezione da parte del Richard & Judy Book Club per le letture estive del 2006. Il libro è stato poi trasposto nel 2010 in una serie tv sul canale televisivo greco Mega Channel col nome di To Nisi.

## Opere

### Romanzi
- L'isola (The Island) (2005)
- Ritorno a Granada (The Return) (2008)
- La figlia dei ricordi (The Thread) (2011)
- L'aurora (The Sunrise) (2014)
- Cartes postales from Greece (2016)
- Those Who Are Loved (2019)
- One August Night (2020)
- Maria's Island (2021)
- The Figurine (2023)

### Storie brevi
- One Cretan Evening and Other Stories (2011)
- The Last Dance and Other Stories (2012)